# Světci z katakomb

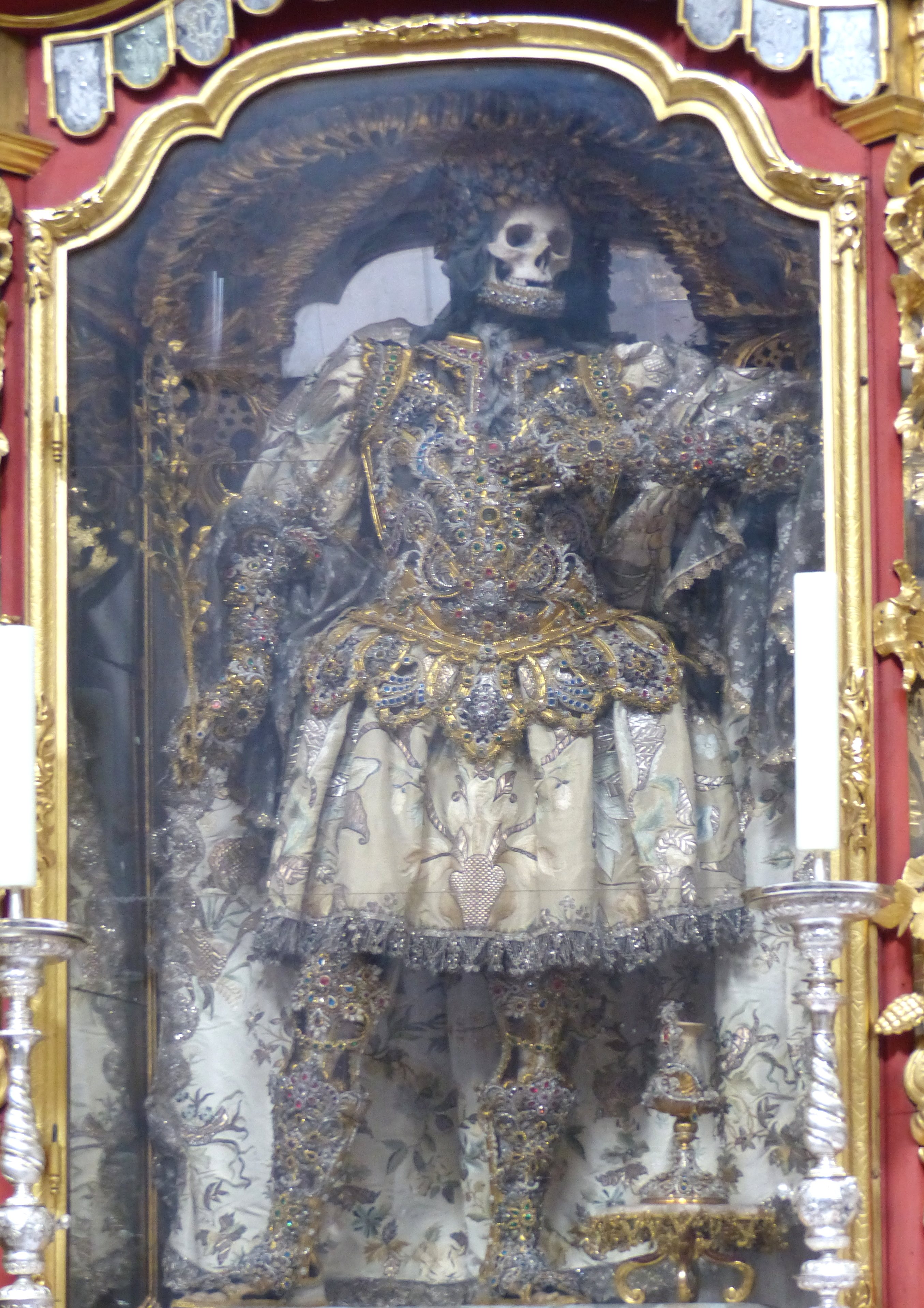
Tělo sv. Graciána, bazilika ve Waldsassen

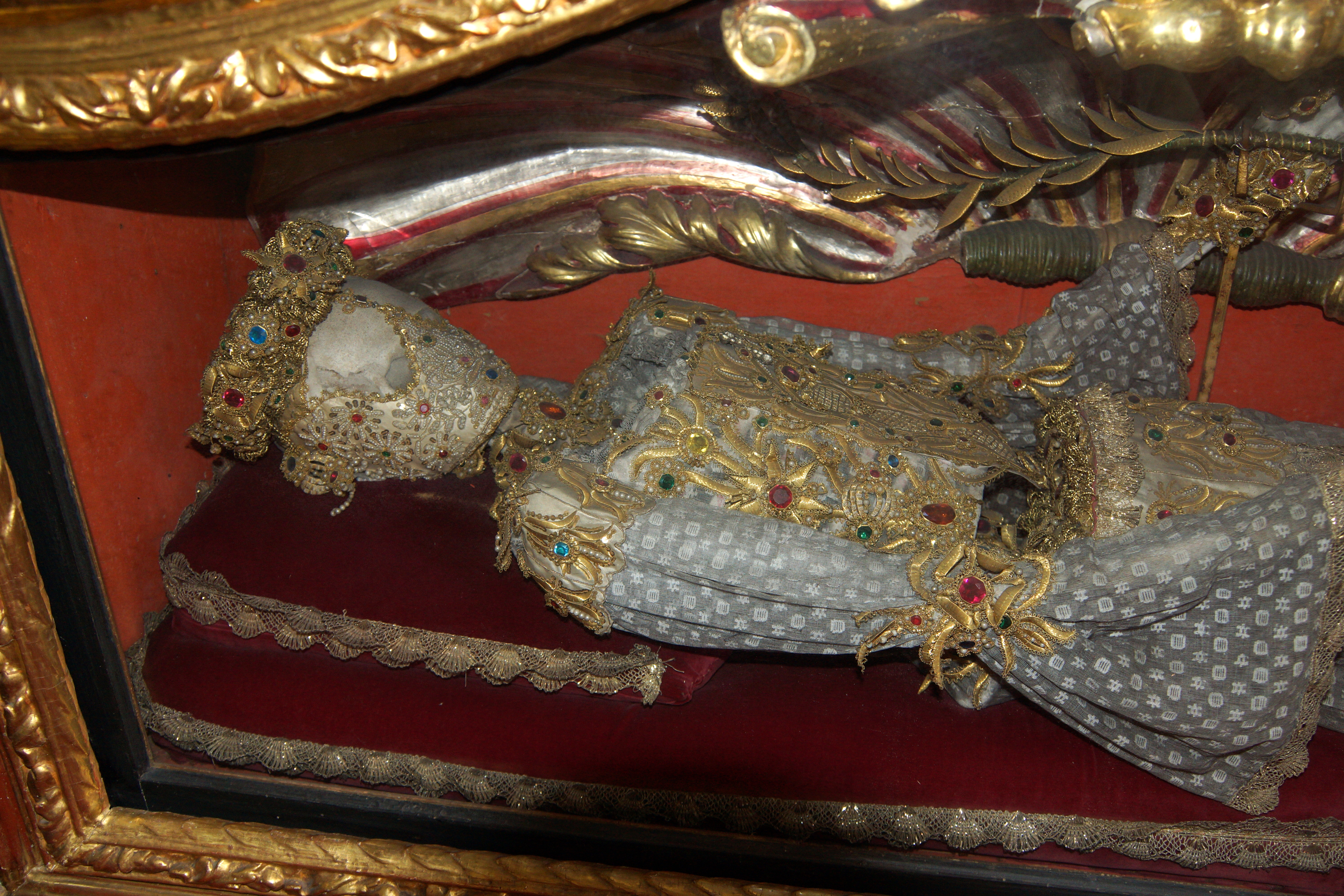
Sv. Honorata, Kostel Sv. Birgitty, Berg bei Neumarkt in der Oberpfalz

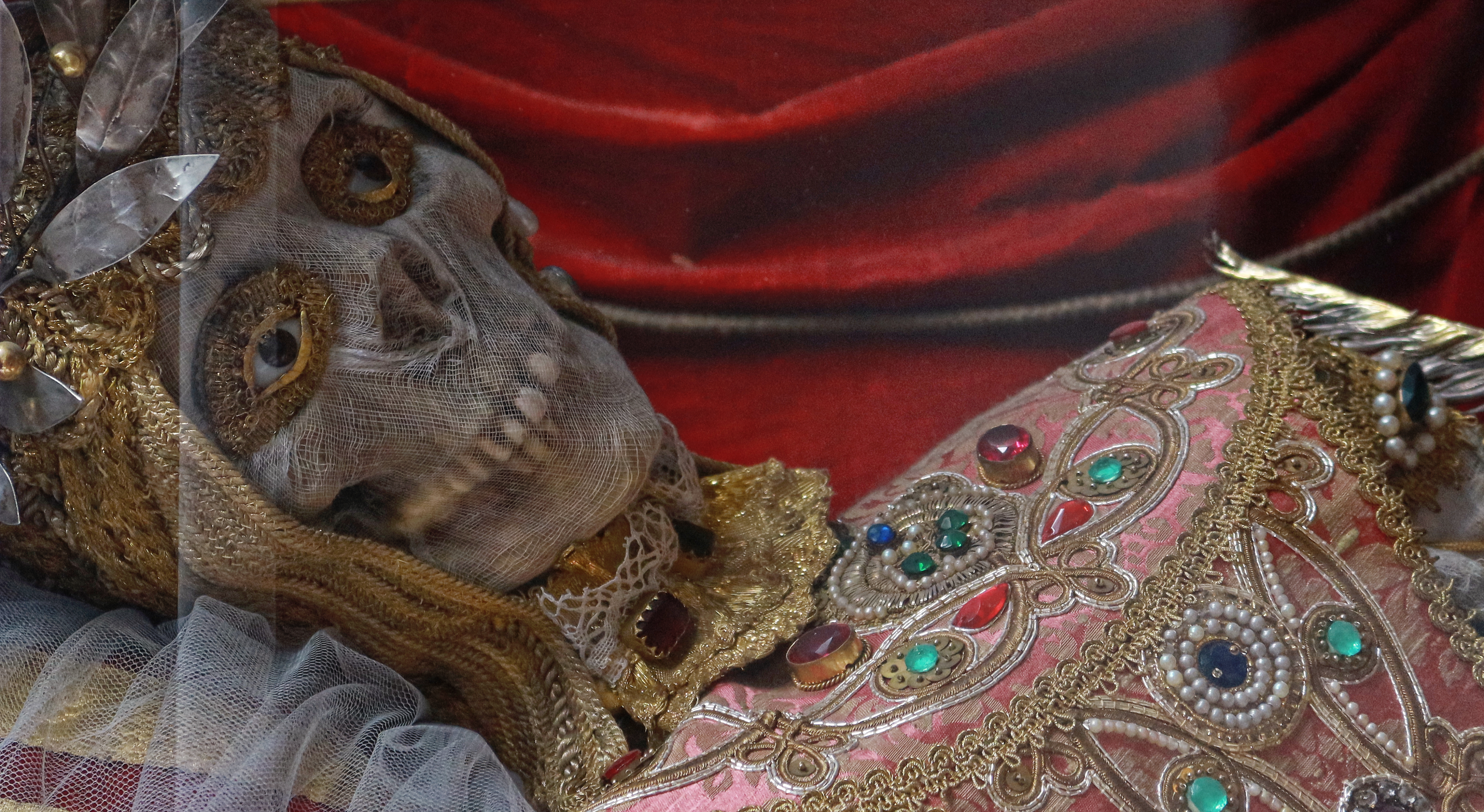
Hlava sv. Munditie, kostel sv. Petra v Mnichově

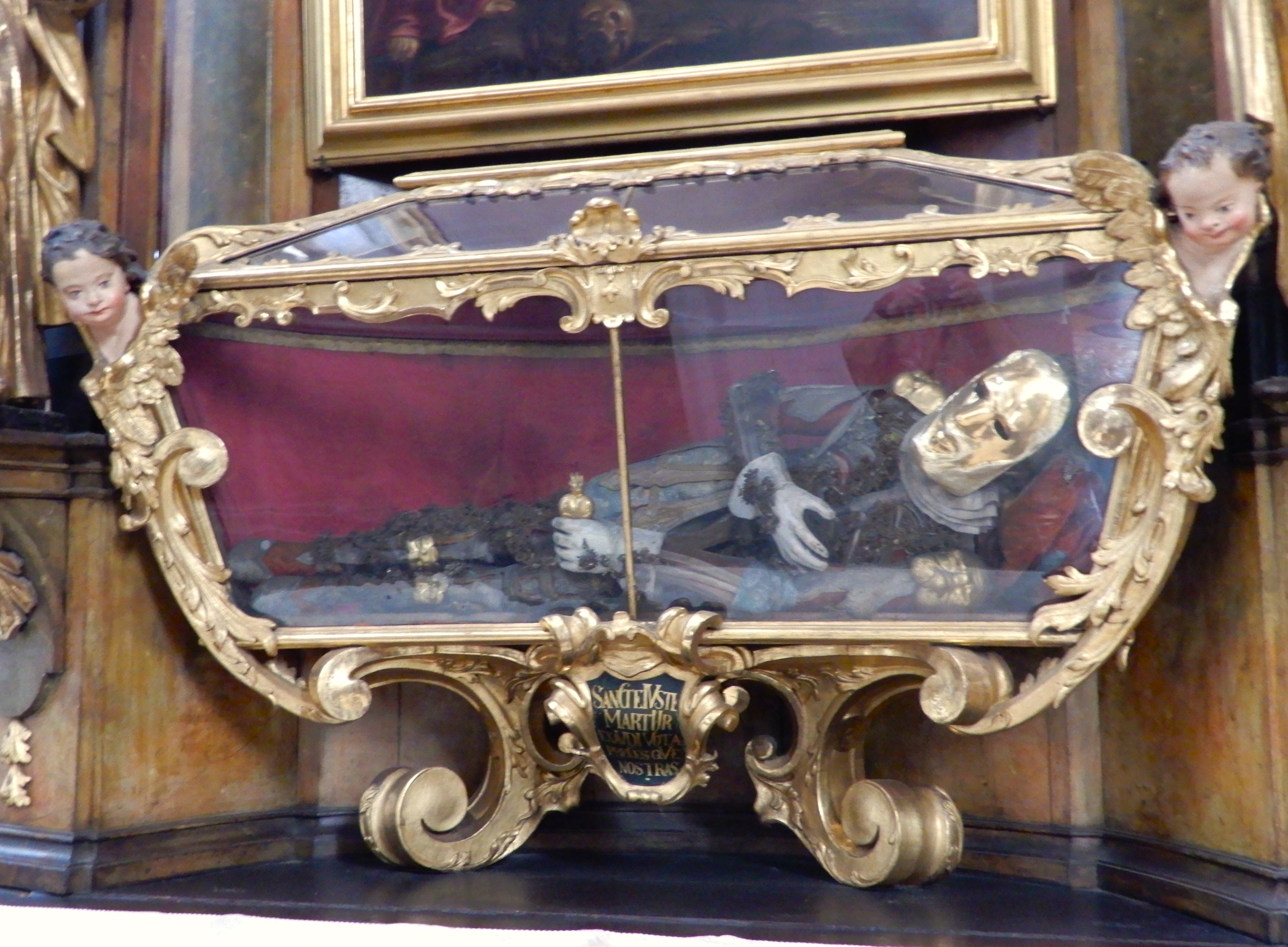
Relikviářová skříň sv. Justa, v kostele sv. Tomáše v Praze

Světci z katakomb jsou ostatky (celé kostry nebo části těla) anonymních starověkých křesťanů, které byly protokolárně exhumovány z antických hřbitovů podél Via Salaria nebo z katakomb v Římě (Kalixtovy katakomby, Katakomby sv. Pankráce, Katakomby sv. Šebestiána, Domicilliny katakomby a další). S protokolem o původu od papeže či jiné vysoké církevní autority byly posílány do zahraničních katolických kostelů, aby sloužily k uctívání jako relikvie určitých svatých. 

## Historie
K prvním exhumacím došlo v květnu roku 1578, kdy byly ostatky, zazděné ve výklenkách (latinsky loculi) katakomb objeveny a začaly být vyjímány. Tyto průzkumy zahájil archeolog Antonio Bosi pod vedením kardinála Gregoria Petrocchiniho. V breve papeže Pavla V. ze dne 22. června 1610 bylo kardinálovi uděleno povolení k exhumaci relikvií v Římě z kostelů, klášterů a svatých míst, hřbitovů a krypt ve městě i za jeho hradbami, aby je mohl osobně uctívat nebo je darovat tomu, na kom mu nejvíce záleželo.
Během 17. a 18. století se na ověřování pravosti relikvií a jejich distribuci specializovala římská Kongregace pro odpustky a relikvie, která vydávala potvrzení o mučednictví vyzvednutých ostatků.  K identifikaci ostatků byla často doplňována obecná latinská jména jako Felix (Šťastný), Justus (Spravedlivý), Innocent (Nevinný), Colomba (Holubice), Honorata (Ctnostná),  Munditia (Čistota), Victoria (Vítězná) apod. Jako atributy se užívaly palmová ratolest mučedníka, vavřínová koruna mučedníka, těla byl odívána do drahých oděvů či pozlacené zbroje, lebky zahalovány do mušelínu a vystavovány v prosklené rakvi na oltáři nebo v oltářní menze kostela. Podle dekretu z 10. 5.1668 se také distribuovaly nádobky s vonnými esencemi, označované za krev těchto mučedníků.  
Zákaz vystavování a uctívání relikvií na oltářích kostelů v Habsburské monarchii vydal roku 1790 císař Josef II., ve Francii je živelně ničili revolucionáři od roku 1789. Ve většině evropských katolických zemí byly odstraňovány při sekularizaci od roku 1803. Řády a kongregace, podřízené generálátu v Římě nebo papeži, někdy toto nařízení odmítly respektovat a ve svých kostelích relikvie z katakomb ponechali. Nejvíce se dochovaly v Rakousku a v jižním německu. Například v Bavorsku je vystavuje bazilika ve Waldsassenu, kostel sv. Petra v Mnichov̟ě, kostel sv. Jimrama v Řezně, Achslach, Landshut, Steingaden, Clemensweth), v Horní Falci kostel sv. Birgitty v Gnadenbergu a další. 

## České země
V českých zemích jsou příklady korpusů svatých nebo jejich lebek vystaveny vzácně. 
- Praha, kostel sv. Tomáše: Provinciál českých augustiniánů, Benignus Sychrovský († 1735) přivezl do kostela sv. Tomáše tři těla světců, dosud vystavená v oltářích: sv. Justus s pozlacenou maskou na tváři, sv. Bonifatius a neoznačený svatý muž. František Ekert je považoval za voskové.[3]
- Horní Jiřetín, kostel Nanebevzetí Panny Marie, sv. Justina z Padovy a sv. Donatus z Münstereifelu
- Horní Police, poutní kostel Navštívení Panny Marie, sv. Kristina, sv. Pavel
- Zákupy, děkanský kostel sv. Fabiána a Šebestiána, sv. Felix (a druhotně uložený sv. Antonius, určený původně pro zákupský klášterní kostel kapucínů)
- Znojmo, kostel sv. Mikuláše, sv. Bonifacius (z Tarsu ?)

Častěji jde pouze o prosklenou skříňku s lebkou a některými kostmi. (Například sv. Liguriáš v kostele Nanebevzetí Panny Marie v Polné, nebo v Kosmonosích).